# Emmerik

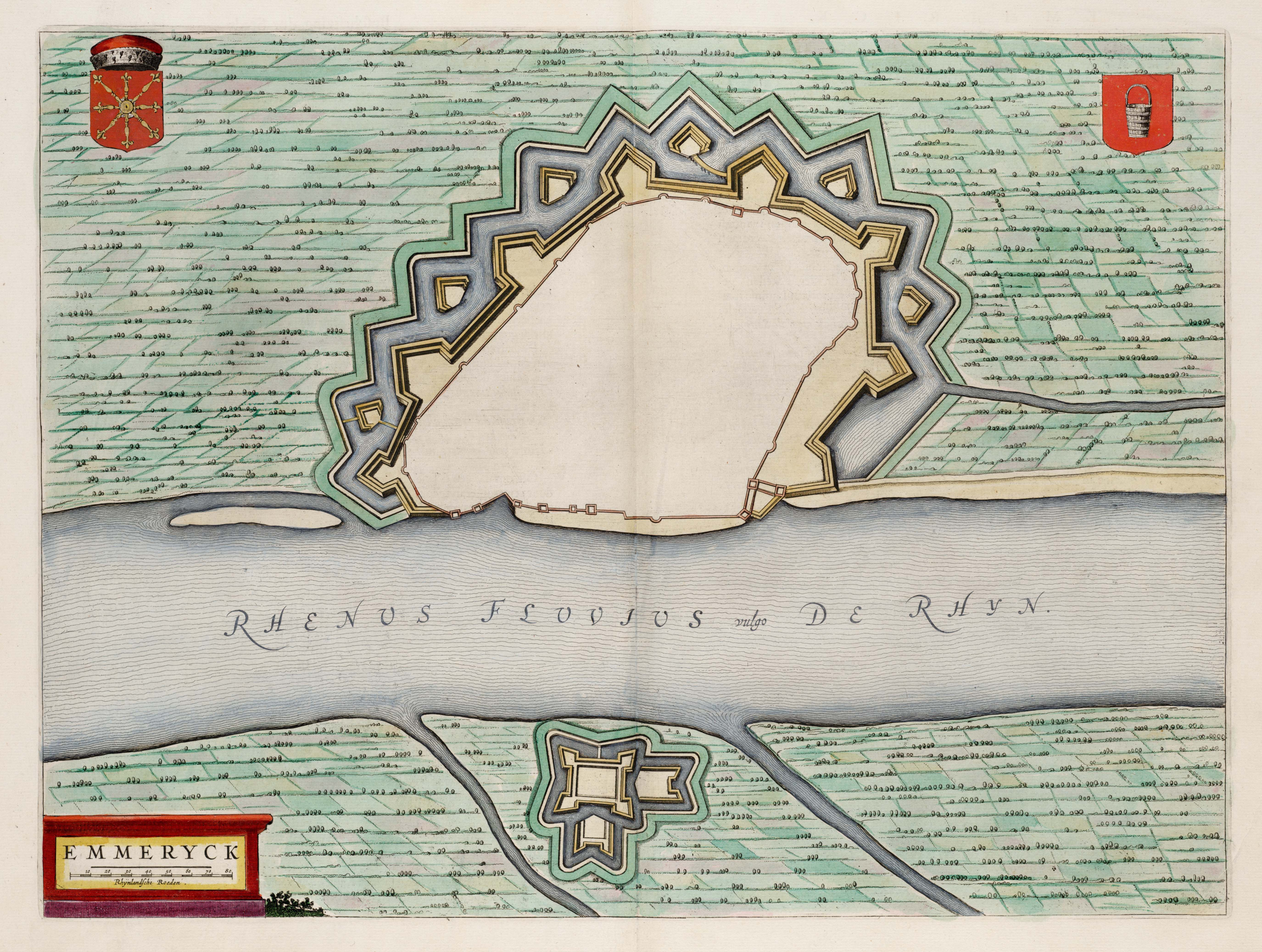
Emmerik in 1649

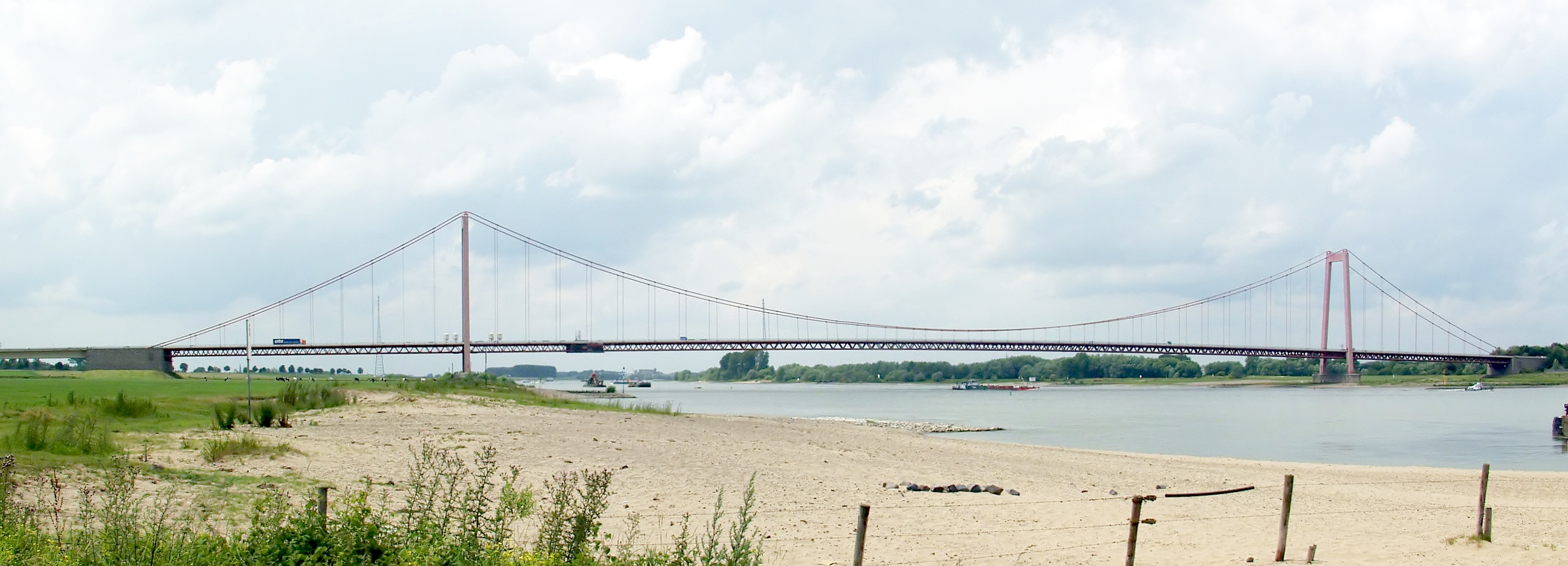
De Rijnbrug bij Emmerik

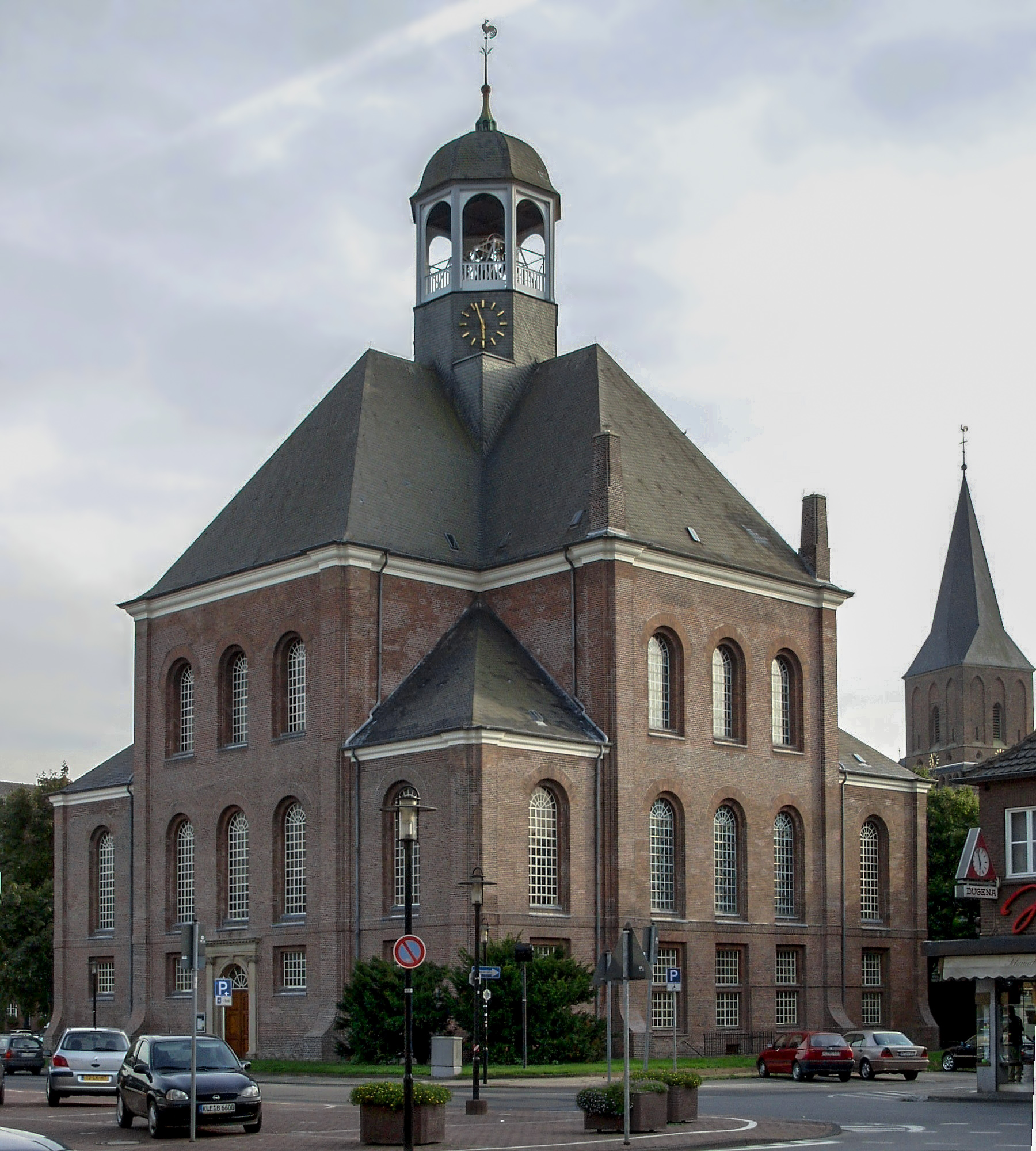
Christuskirche (protestants)

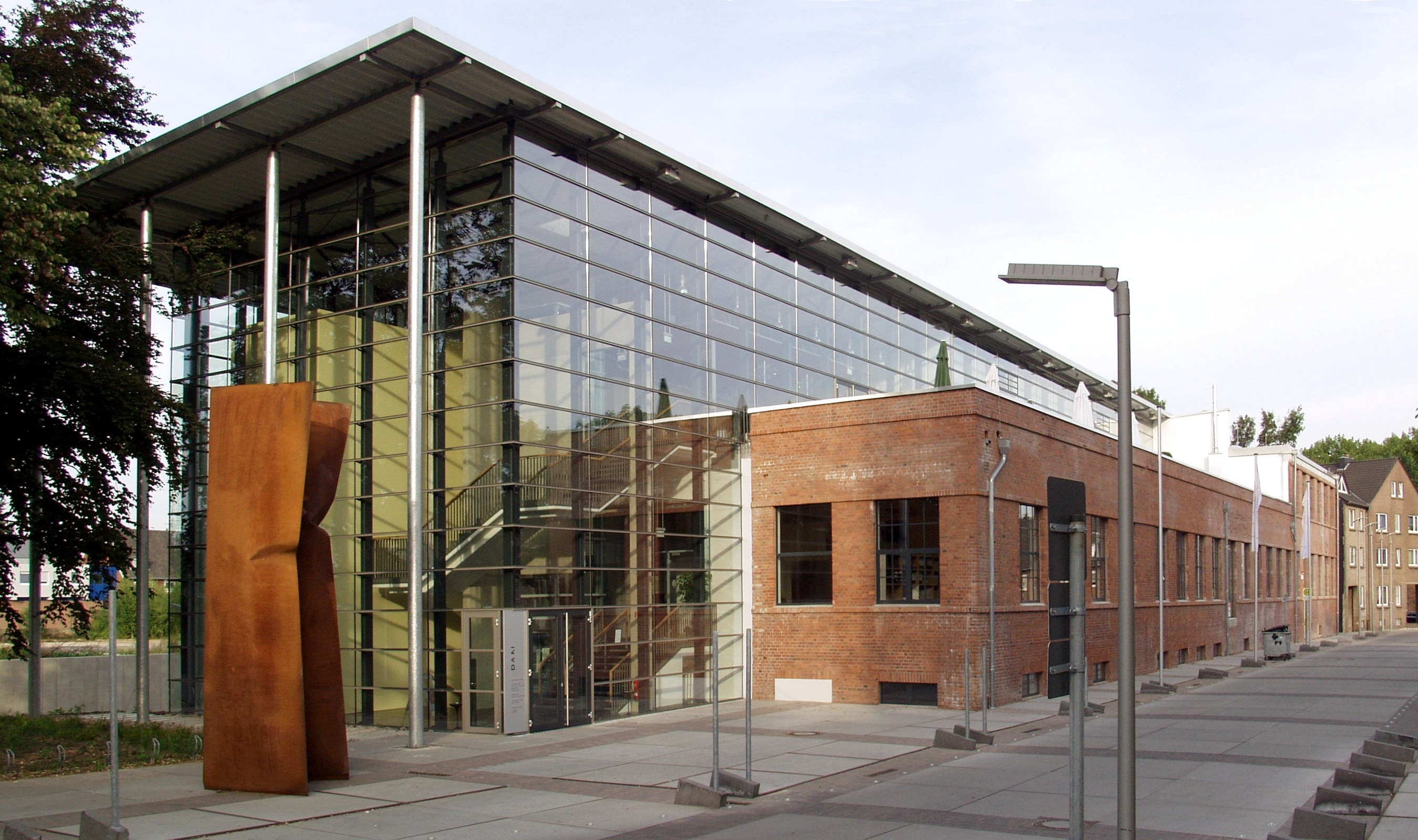
PAN-Kunstforum (Plakatmuseum)

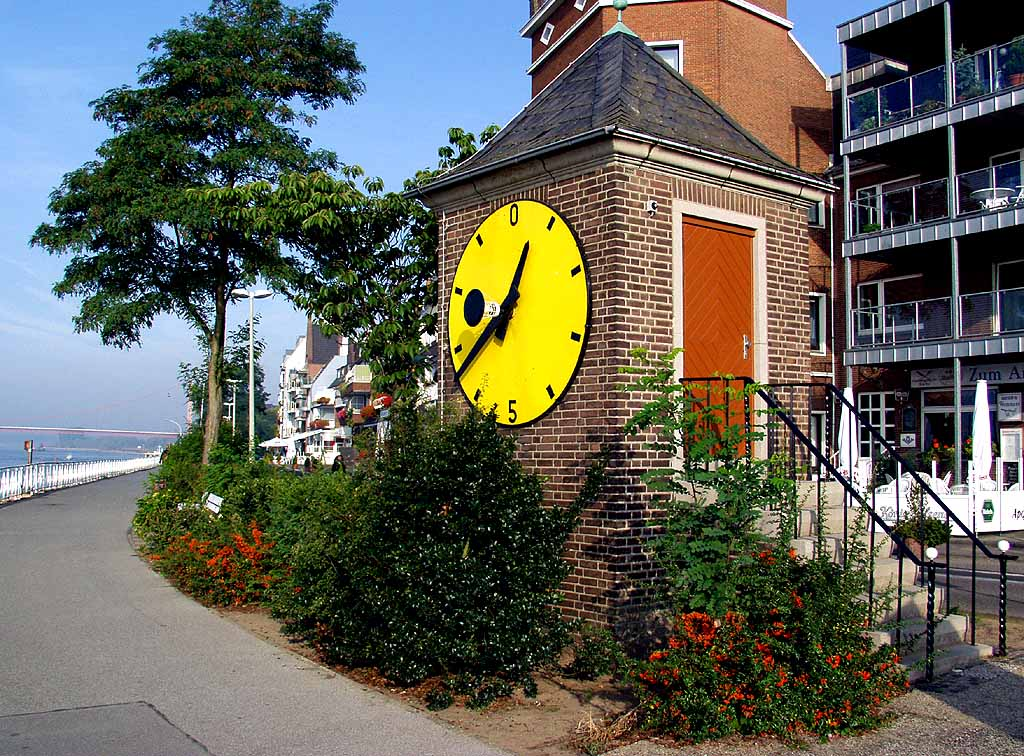
Waterstands'klok' (Pegeluhr)

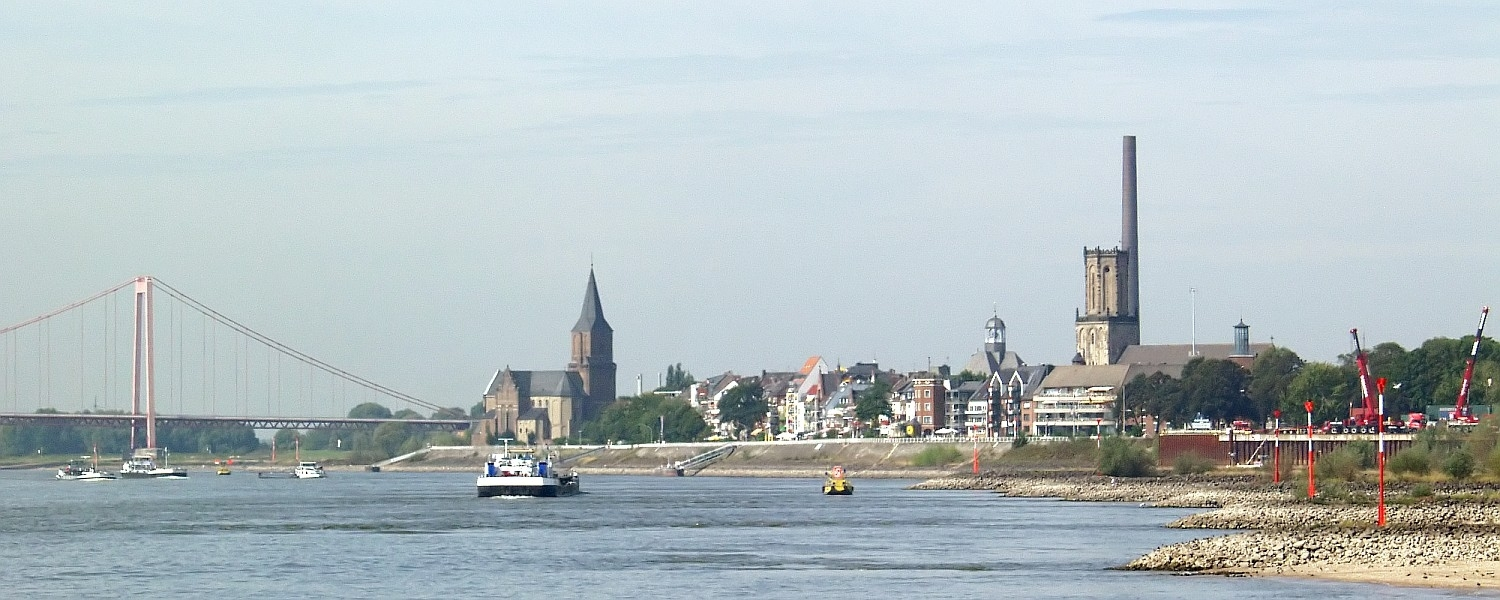
Emmerik vanuit het oosten

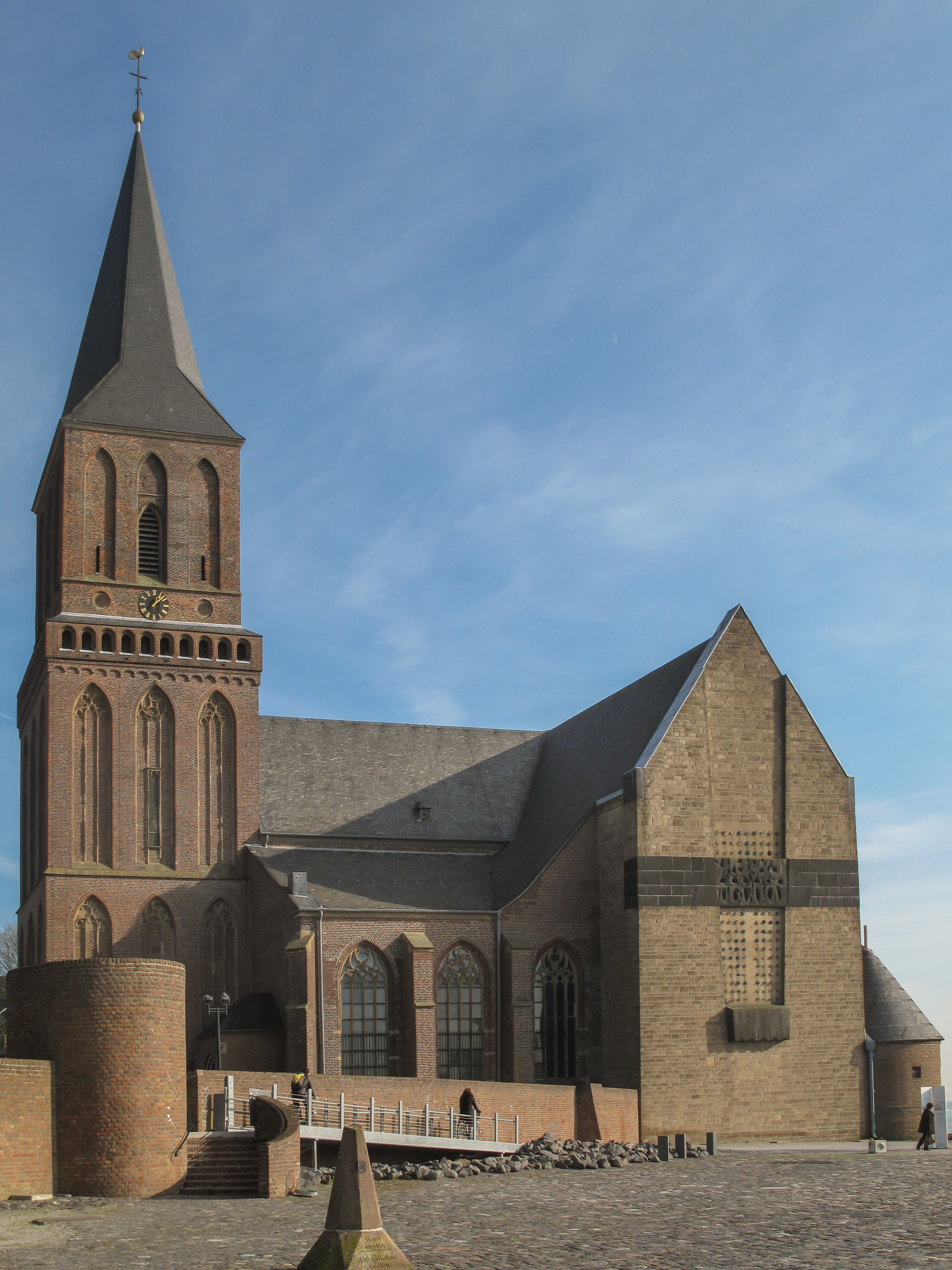
Kerk: Sankt Martinikirche

Emmerich am Rhein (Nederlands: Emmerik (aan de Rijn), Kleefslands: Emmerik, Limburgs: Emmeriech) is een stad en gemeente aan de Rijn in de Duitse deelstaat Noordrijn-Westfalen, gelegen aan de rechteroever (de noordelijke) van de Rijn op Rkm 852, ongeveer 10 kilometer ten noorden van Kleef en ongeveer vijf kilometer ten zuiden van de Nederlandse grens bij 's-Heerenberg. Op 31 december 2020 telde de gemeente 30.869 inwoners op een oppervlakte van 80,12 km². Het hoogste punt in de gemeente is de Eltenberg met 82 m boven NN.

## Geschiedenis
In het jaar 828 wordt Emmerik voor het eerst schriftelijk vermeld. Emmerik ontstond vermoedelijk omstreeks het jaar 700. Tot het midden van de 13e eeuw ontwikkelde Emmerik zich tot een handelsplaats.
Voor de stadsverheffing in 1233 had het kapittel van Sint-Maarten namens de bisschop van Utrecht het gezag en de rechtspraak over kerk en immuniteit en de later ontstane handelsnederzetting Emmerik. De graven van Gelre hadden de voogdij over het kapittel.
Nadat de proost van het kapittel in conflict was gekomen met de kooplieden, waarschijnlijk omdat deze eigen rechtspraak toepasten, stelde het kapittel zich op 12 mei 1233 onder bescherming van graaf Otto II van Zutphen en Gelre. Otto verkreeg daarbij de rechtspraak, met uitzondering van de rechten van de Utrechtse bisschop, de rechten op de parochiekerk, het tol- en muntrecht en de rechten op de jaarmarkten. Deze kreeg Otto twee jaar later in leen.
31 mei 1233 verleende graaf Otto II van Zutphen en Gelre aan Emmerik stadsrechten waarbij hij de rechtspraak die hij drie weken daarvoor verkregen had overdroeg aan de stad. Door de stadsrechtverlening breidde de graaf van Gelre en Zutphen zijn gezag en territorium uit ten koste van de Utrechtse bisschop. Op de rijksdag van 5 september 1310 te Worms verklaarde de bevoegde autoriteit koning Hendrik VII deze stadsrechtverlening bij vonnis ongeldig. Otto II was geen rijksvorst geweest en hij had geen toestemming aan de koning gevraagd.
Tussen 1307 en 1570 was Emmerik een hanzestad. Tot 1402 heeft het tot het hertogdom Gelre behoord. In de 17e eeuw was het fort van Emmerik deel van de Kleefse barrière.
Tot het Congres van Wenen waren de huidige stadsdelen Borghees, Klein-Netterden, Leegmeer en Speelberg Nederlands grondgebied. In 1816 kreeg Pruisen deze buurtschappen. Door deze grenswijziging werd de beek Wild voor een deel de grens tussen Nederland en Pruisen (later Duitsland).
Tijdens de Tweede Wereldoorlog werd Emmerik op 7 oktober 1944 door een Britse luchtaanval voor 91% vernietigd.
Tussen 1949 en 31 juli 1963 was het huidige stadsdeel Elten door Nederland geannexeerd.
Sinds 1 februari 2001 heeft de stad de naam Emmerich am Rhein, daarvoor was het Emmerich.
Op 8 maart 2021 werd bekend, dat de gemeente een bedrag van vele miljoenen euro had ondergebracht bij Greensill Bank te Bremen, en dat deze bank mogelijk failliet zal gaan. In dat geval is dit tegoed verloren, daar de beleggingsbescherming via het depositogarantiestelsel, die in Duitsland op ongeveer dezelfde wijze werkt als in Nederland, niet van toepassing is.

## Stadsdelen en kerkdorpen
Emmerik bestaat uit de volgende 10 stadsdelen en kerkdorpen:
- Altstadt
- Borghees, 373 inwoners
- Dornick, 469 inwoners
- Elten (met Hoch-Elten), 4706 inwoners
- Hüthum, 3160 inwoners
- Klein-Netterden, 824 inwoners
- Leegmeer
- Praest, 1661 inwoners
- Speelberg
- Vrasselt, 1545 inwoners

Verder is er nog de buurtschap:
- Elsepaß

## Religie
In Emmerik staan verscheidene kerken, waaronder drie in het centrum. Voorbeelden hiervan zijn de St. Aldegundiskirche, de St. Martinikirche, de Heilig-Geist-Kirche in het stadsdeel Leegmeer en de Christuskirche.
In de St. Martinikerk bevinden zich een 11e-eeuwse crypte, een gotisch koorgestoelte en een schatkamer. Het oudste deel van de kerk heeft een Romaanse oorsprong. Dit zou volgens de overlevering de kerk zijn die Willibrord stichtte. De kerktoren is inclusief het kruis 69,5 meter hoog.
In de 15e-eeuwse St. Aldegondiskerk, die in de laatste oorlog zwaar werd beschadigd, bevindt zich een zeer groot concertcarillon. De torenspits is na de laatste oorlog niet meer op de toren teruggeplaatst.
In het centrum van Leegmeer ligt de Heilig-Geist-Kirche, een moderne betonnen centraalbouw kerk, gebouwd in de jaren 1960, met een groot metalen kruis van schroot. Deze bouw van Dieter Georg Baumewerd en het kruis van Waldemar Kuhn weerspiegelen de modernisering van de Katholieke Kerk tijdens het Tweede Vaticaans Concilie.
Bij pauselijke bul "De Salute Animarum" van 16 juli 1821 werd Emmerik uit de Hollandse Zending genomen en ingevoegd in het diocees Münster.

## Verkeer

### Auto
Emmerik is gelegen aan de Duitse A3 die in het verlengde ligt van de Nederlandse autosnelweg A12. Ook via de regionale weg uit de richting van het Nederlandse 's-Heerenberg en Doetinchem is Emmerik te bereiken. Aan de zuidkant loopt deze weg door naar  Kleef.

### Treinvervoer
Voor de komst van de ICE anno 2000 was station Emmerich een grensstation op de lijn Amsterdam - Arnhem - Keulen - Frankfurt, omdat hier van locomotief gewisseld moest worden deden alle internationale- en EuroCity treinen station Emmerik aan. Vanaf 6 april 2017 rijdt de regionale sneltrein (RE 19) Düsseldorf-Emmerich door naar Arnhem met stop in Zevenaar, waardoor Arnhem na 13 jaar weer rechtstreeks per trein met Emmerik is verbonden.
De volgende treinserie stopt in Emmerich:
| Serie       | Treinsoort              | Route | Bijzonderheden       |
| ----------- | ----------------------- | --- | -------------------- |
| 20000 RE 19 | Regional-Express (VIAS) | Arnhem Centraal – Zevenaar – Emmerich-Elten – Emmerich – Wesel – Oberhausen Hbf – Duisburg Hbf – Düsseldorf Flughafen – Düsseldorf Hbf | Rhein-IJssel-Express |

### Busvervoer
Emmerik is vanuit het Nederlandse 's-Heerenberg te bereiken per buslijn 91. Vanuit Nijmegen is Emmerik te bereiken met snelbuslijn 58. Beide diensten worden verzorgd door de vervoersonderneming NIAG. Nederlandse vervoerbewijzen zijn geldig tot en vanuit Emmerik. Verder worden Kleef, Elten en Rees verbonden met Emmerik.

## Bezienswaardigheden en recreatie
- De deels romaanse, deels gotische Sint-Martinuskerk, die na de Tweede Wereldoorlog grotendeels herbouwd is.
- De Rheinbrücke Emmerich van de B220 over de Rijn bij Emmerik is met een overspanning van 500 meter en een totale lengte van 1228 meter de langste hangbrug van Duitsland.
- Het PAN-Kunstforum/Plakatmuseum is gevestigd in een speciaal daarvoor gerenoveerd fabrieksgebouw in het centrum van de stad en beheert een omvangrijke collectie affiches verzameld door Ernst Müller. Het museum organiseert daarnaast ook wisselende exposities van hedendaagse kunst.
- Het Rheinmuseum presenteert scheepsmodellen en tentoonstellingen over de rijnvaart en de geschiedenis van de stad Emmerik.
- De jachthaven van Emmerik wordt genoemd als een van de grootste binnenhavens voor de watersport aan de Rijn.
- Rheinpromenade: in Emmerich waren in april 2007 festiviteiten ter gelegenheid van de officiële opening van de vernieuwde Rijnboulevard. De kadewal werd verhoogd en de boulevard werd aantrekkelijker gemaakt voor wandelaars.
- In het park aan het einde van de Rheinpromenade bevindt zich het Haus im Park. Dit is sinds 1968 het idyllisch gelegen onderkomen van de Kunstverein Emmerich. De tentoonstellingsruimte is in het weekend geopend.

## Forensisme
| Pendelaars naar Emmerik uit   | Pendelaars naar Emmerik uit | Pendelaars naar Emmerik uit |                                | Pendelaars uit Emmerik naar | Pendelaars uit Emmerik naar | Pendelaars uit Emmerik naar |
| Herkomstgemeente (woonplaats) | Aantal                      | Afstand in km               | Bestemmingsgemeente (werkplek) | Aantal                      | Afstand in km               |                             |
| ----------------------------- | --------------------------- | --------------------------- | ------------------------------ | --------------------------- | --------------------------- | --------------------------- |
| Kleef                         | 1.412                       | 10,0                        |                                | Kleef                       | 1.728                       | 10,0                        |
| Rees                          | 980                         | 14,6                        | Wesel                          | 533                         | 30,5                        |                             |
| Nederland                     | 333                         | 2,1                         | Rees                           | 499                         | 14,6                        |                             |
| Kalkar                        | 332                         | 11,9                        | Bocholt                        | 245                         | 24,3                        |                             |
| Bedburg-Hau                   | 306                         | 10,6                        | Bedburg-Hau                    | 233                         | 10,6                        |                             |
| Goch                          | 295                         | 19,2                        | Goch                           | 208                         | 19,2                        |                             |
| Wesel                         | 270                         | 30,5                        | Kalkar                         | 191                         | 11,9                        |                             |
| Bocholt                       | 209                         | 24,3                        | Düsseldorf                     | 173                         | 78,7                        |                             |
| Kranenburg                    | 160                         | 17,3                        | Duisburg                       | 170                         | 56,7                        |                             |
| Hamminkeln                    | 160                         | 27,8                        | Geldern                        | 104                         | 37,1                        |                             |
| Isselburg                     | 157                         | 14,3                        | Essen                          | 78                          | 70,5                        |                             |
| Xanten                        | 98                          | 23,5                        | Hamminkeln                     | 65                          | 27,8                        |                             |
| Düsseldorf                    | 62                          | 78,7                        | Oberhausen                     | 57                          | 55,9                        |                             |
| Duisburg                      | 59                          | 56,7                        | Kevelaer                       | 57                          | 29,9                        |                             |
| Uedem                         | 59                          | 19,6                        | Uedem                          | 57                          | 19,6                        |                             |
| Overige                       | 1.586                       | X                           | Overige                        | 1.443                       | X                           |                             |
| Totaal                        | 6.478                       | X                           |                                | Totaal                      | 5.841                       | X                           |

## Geboren in Emmerik
- Agneta Block (1629-1704), botanica
- Rudolph Willem van Lynden (1808-1876), Nederlands gedeputeerde, burgemeester en Commissaris des Konings
- Jacob Dirk Carel van Heeckeren van Wassenaer (1809-1875), conservatief lid van de Eerste Kamer
- Johann Wilhelm Robyn (1814-1905), componist, muziekpedagoog, dirigent en veelzijdig muzikant
- Henry Robyn (1830-1878), componist, muziekpedagoog, cellist, pianist en schrijver
- Ernst Heinrich Göring (1838-1913), jurist, gouverneur en diplomaat
- Eduard Künneke (1885-1953), operettecomponist
- Reinier Cornelis Keller (1905-1981), Internationaal en Nationaal Grootmeester dammen
- Ernst van Aaken (1910-1984), sportarts en atletiektrainer
- Hein Driessen (1932-2025), kunstschilder
- Rainer Bonhof (1952), voetballer en voetbaltrainer
- Nico Hülkenberg (1987), autocoureur
- Robin Gosens (1994), voetballer

## Trivia
- Het hoofdkantoor en de productiefaciliteiten van de firma Katja (producent van dropwaren en snoep) zijn gevestigd in Emmerik.
- In Emmerik-Vrasselt zijn fabrieken voor Bouwkeramiek (voor gesmoord Vrasselts Blauw)

## Partnersteden
- King's Lynn (Verenigd Koninkrijk), sinds 1978
- Kirkland (Verenigde Staten), sinds 1995
- Šilutė (Litouwen), sinds 1990

## Aangrenzende gemeenten
| Aangrenzende gemeenten         | Aangrenzende gemeenten | Aangrenzende gemeenten | Aangrenzende gemeenten | Aangrenzende gemeenten |
| ------------------------------ | ---------------------- | ---------------------- | ---------------------- | ---------------------- |
| Zevenaar (NL) Montferland (NL) |                        |                        |                        | Oude IJsselstreek (NL) |
|                                |                        |                        |                        |                        |
|                                |                        |                        |                        |                        |
|                                |                        |                        |                        |                        |
| Kleef                          |                        | Kalkar                 |                        | Rees                   |

## Fotogalerij

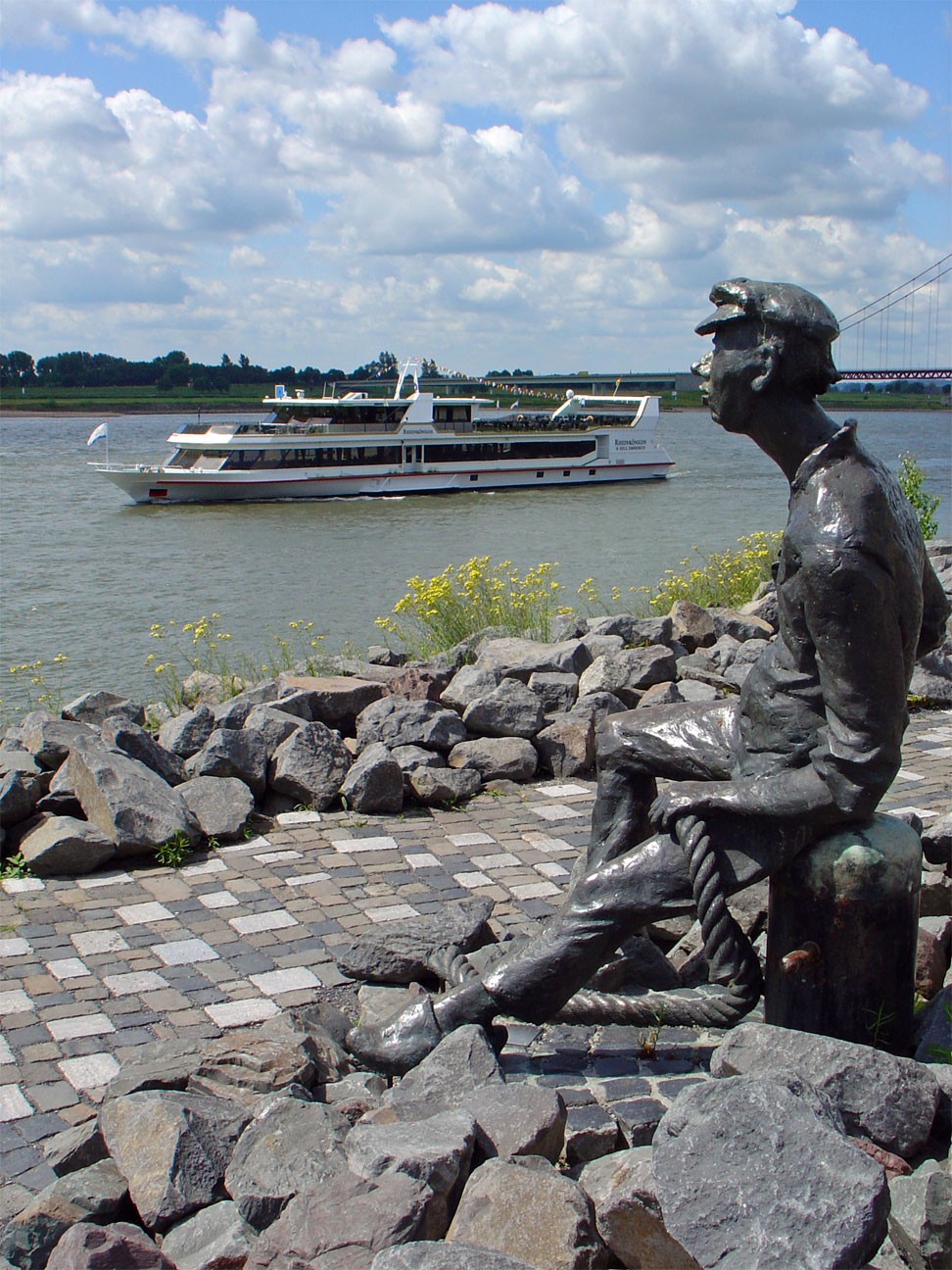
Poortekerl
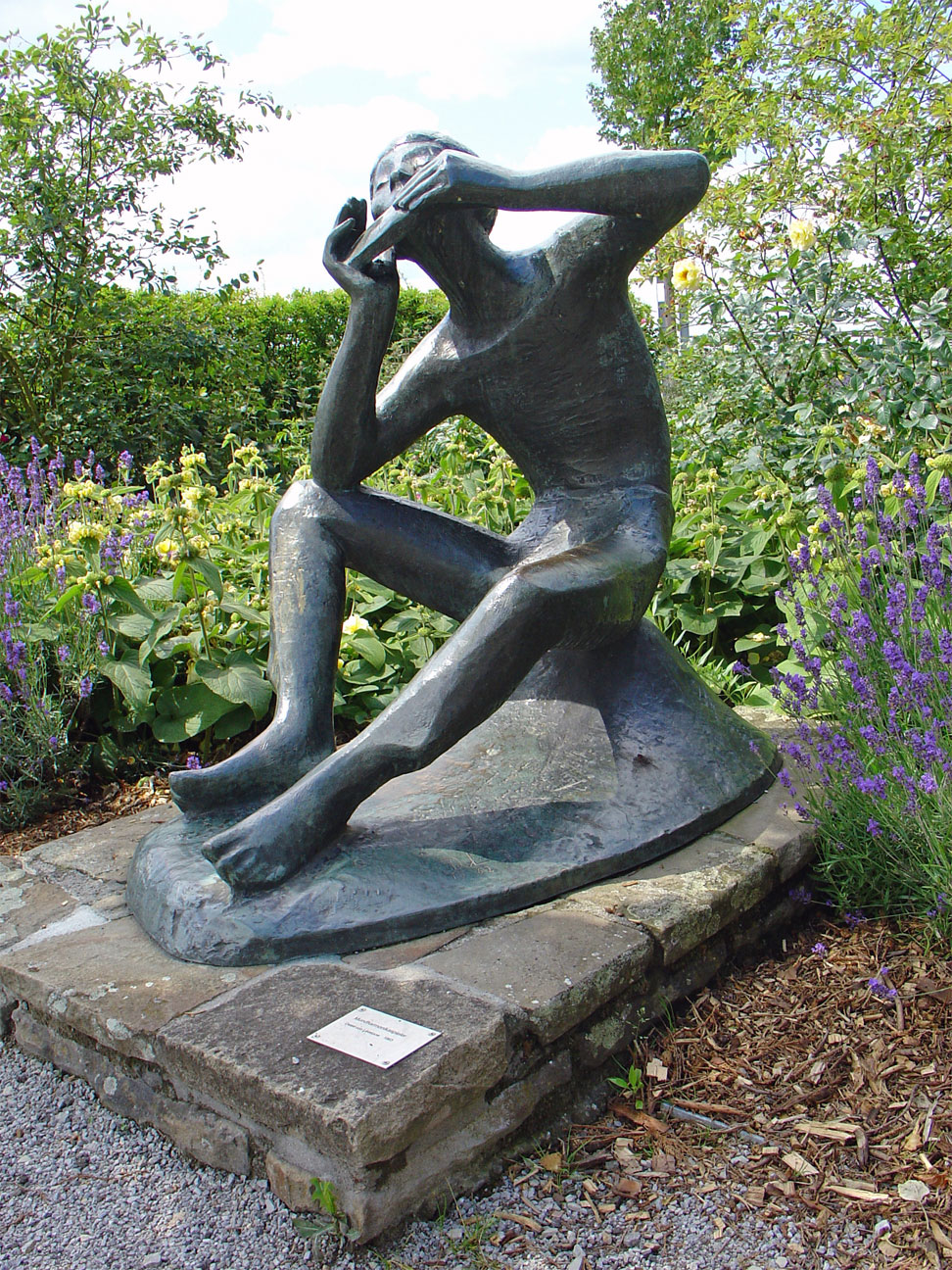
Mondharmonicaspeler
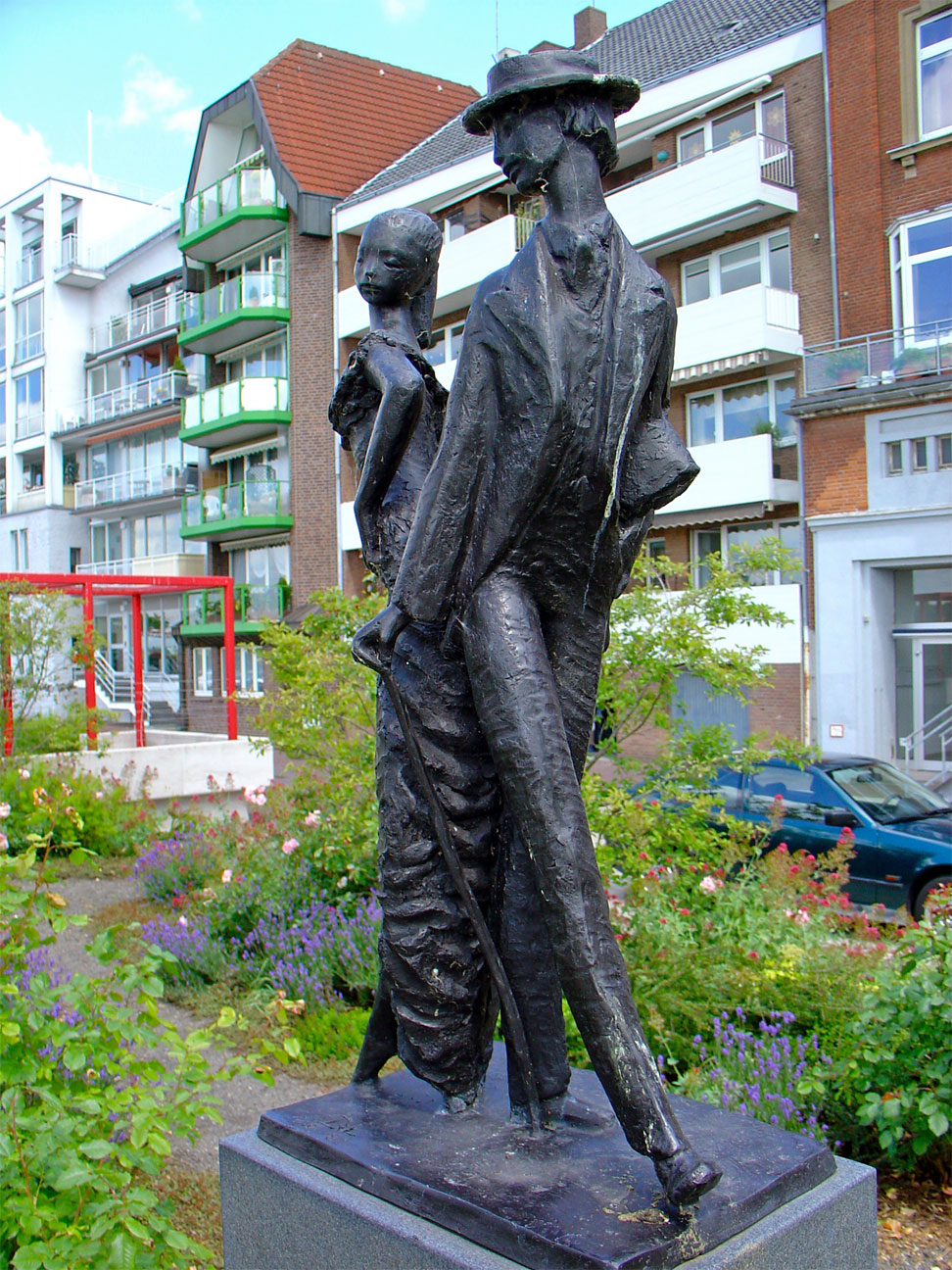
Armer Wandergesell
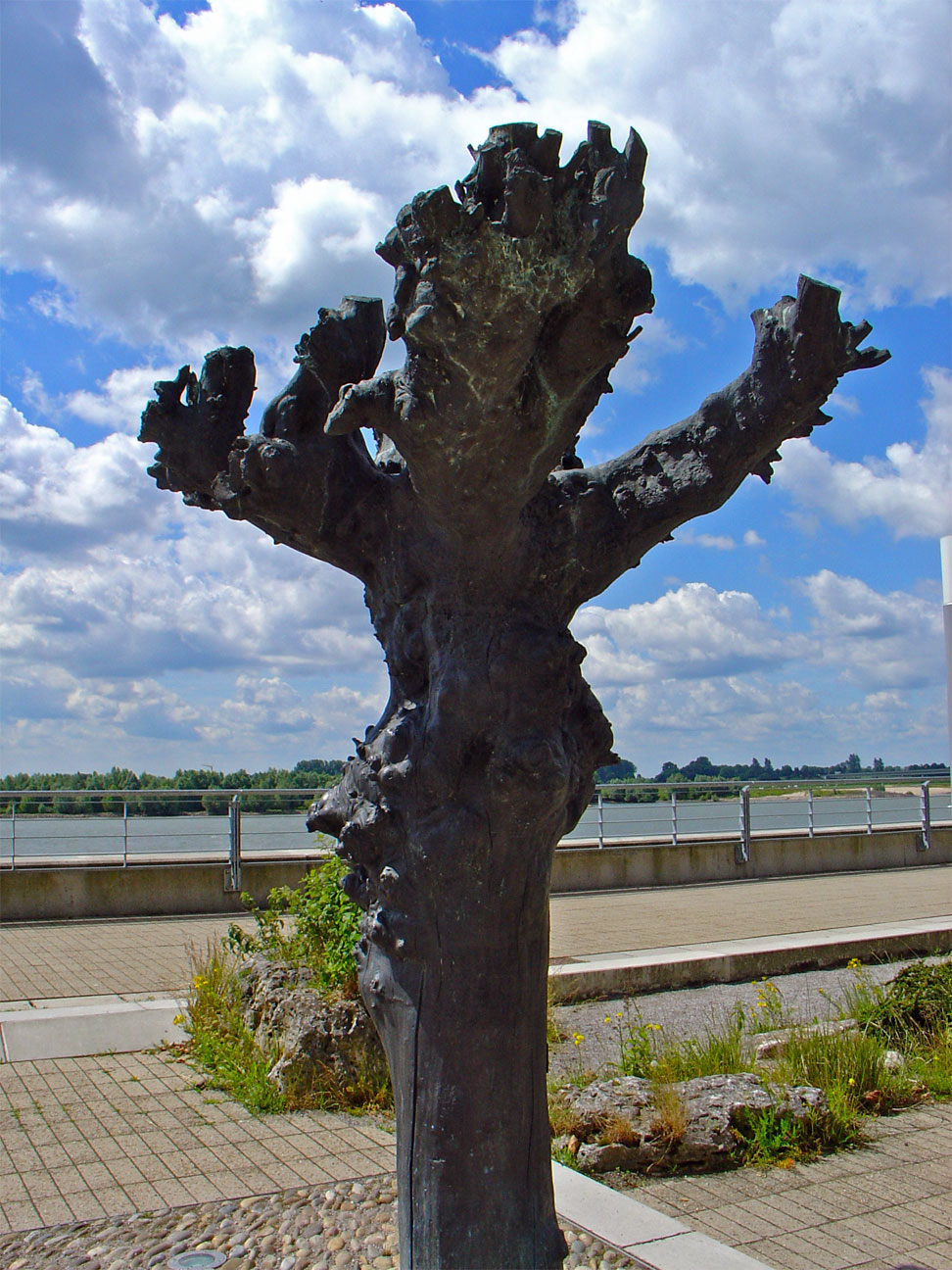
Boom voor Hanns Dieter Hüsch
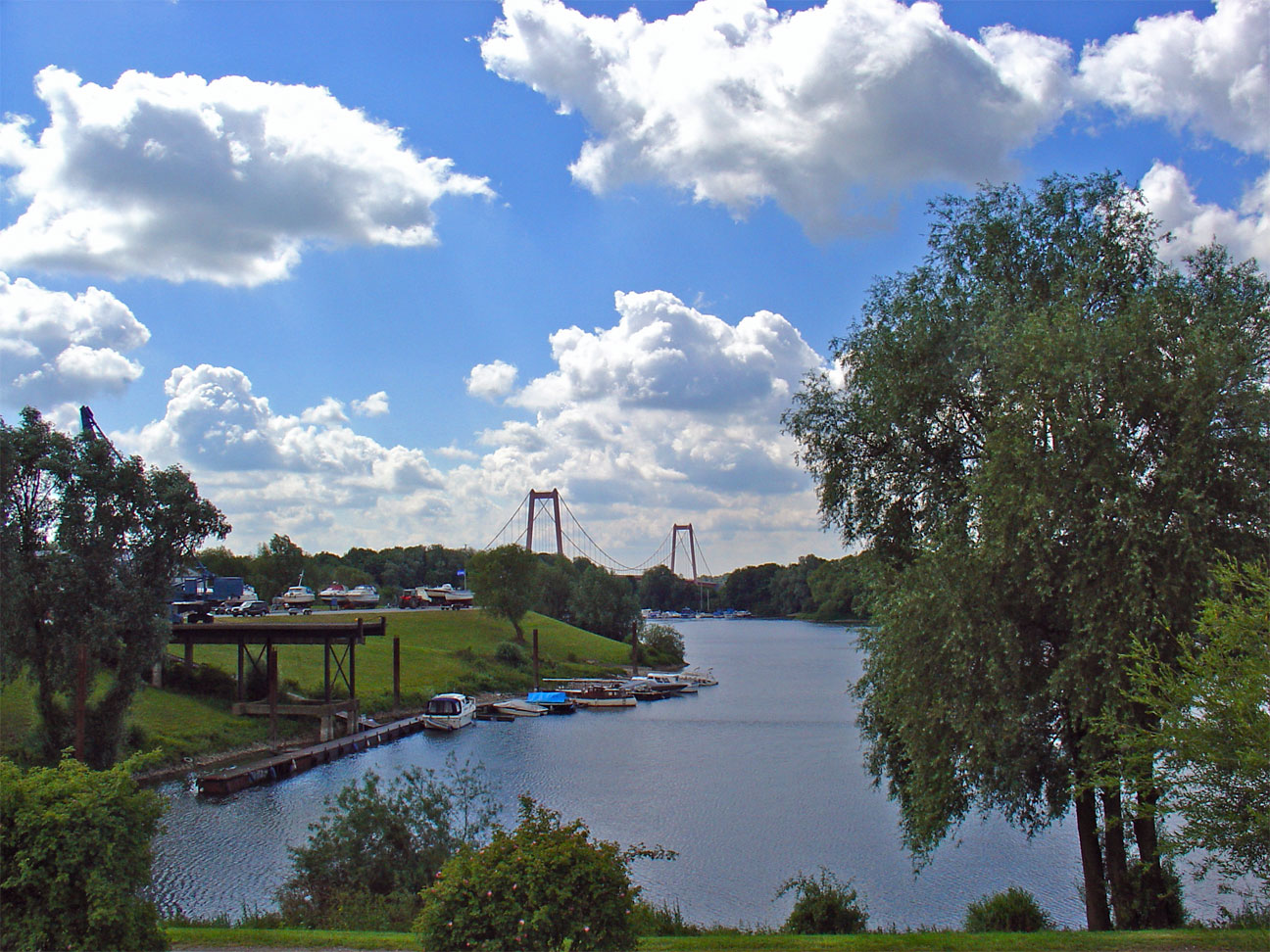
Jachthaven
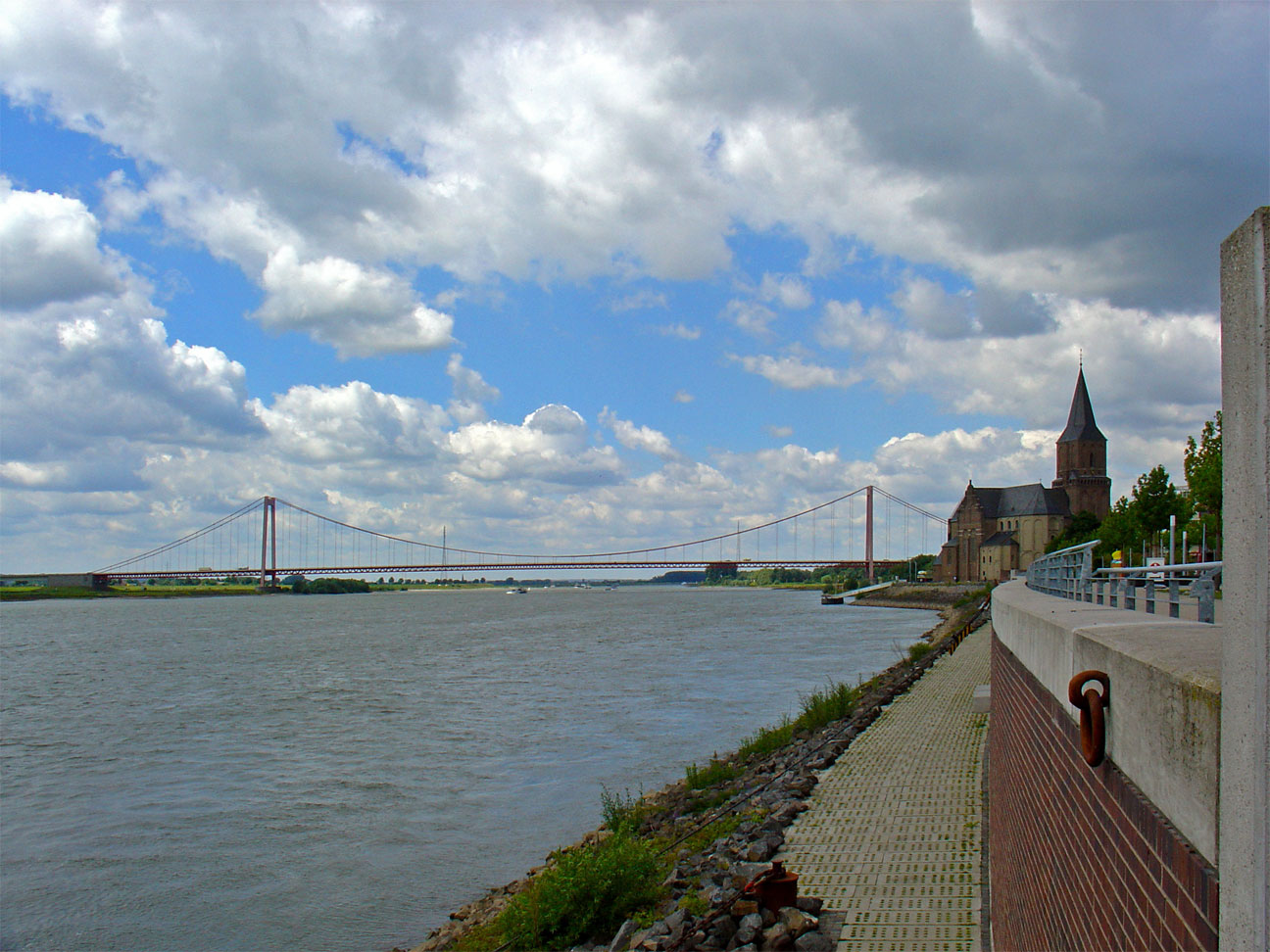
Rijnbrug en Martinuskerk
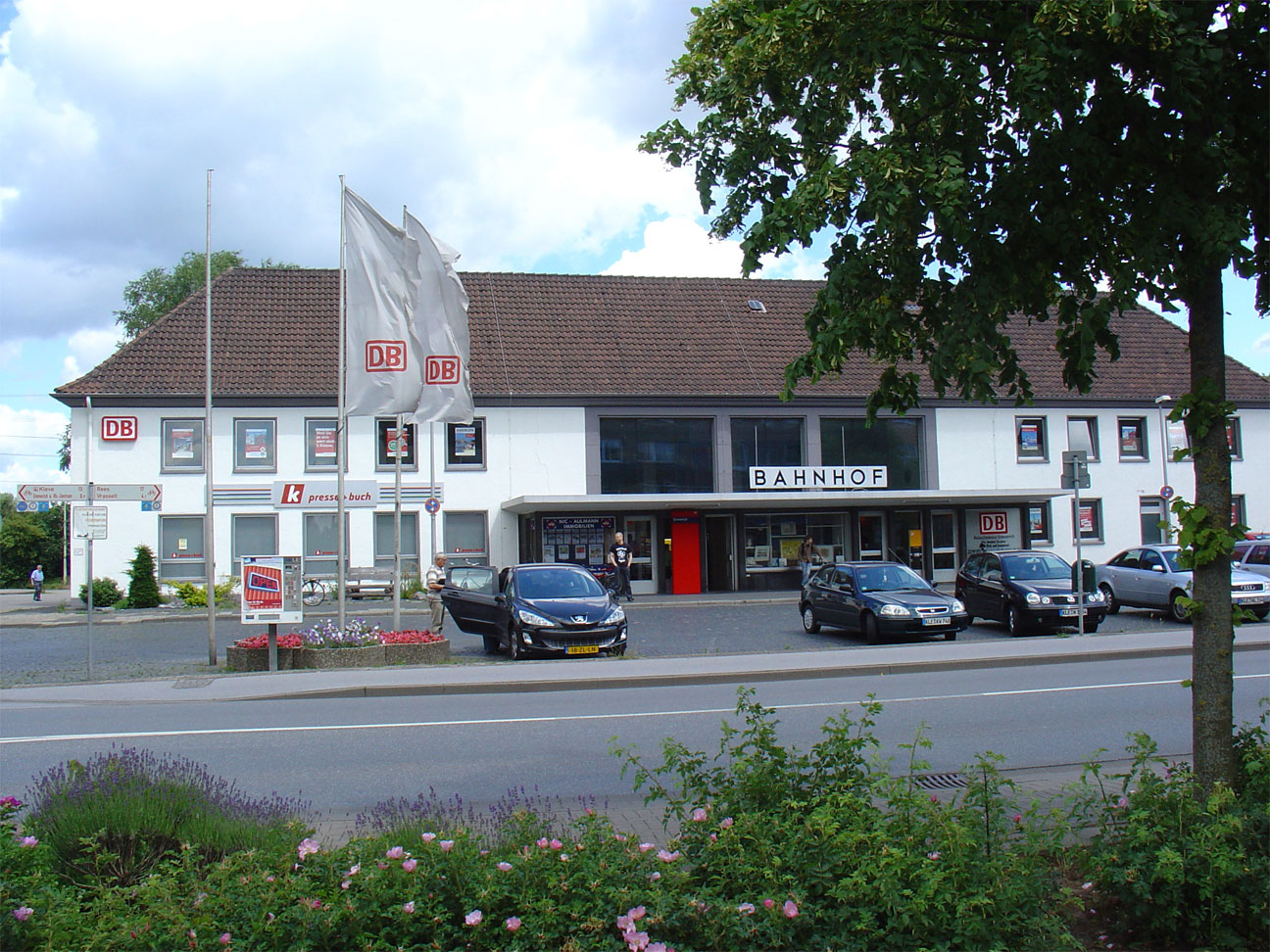
Station
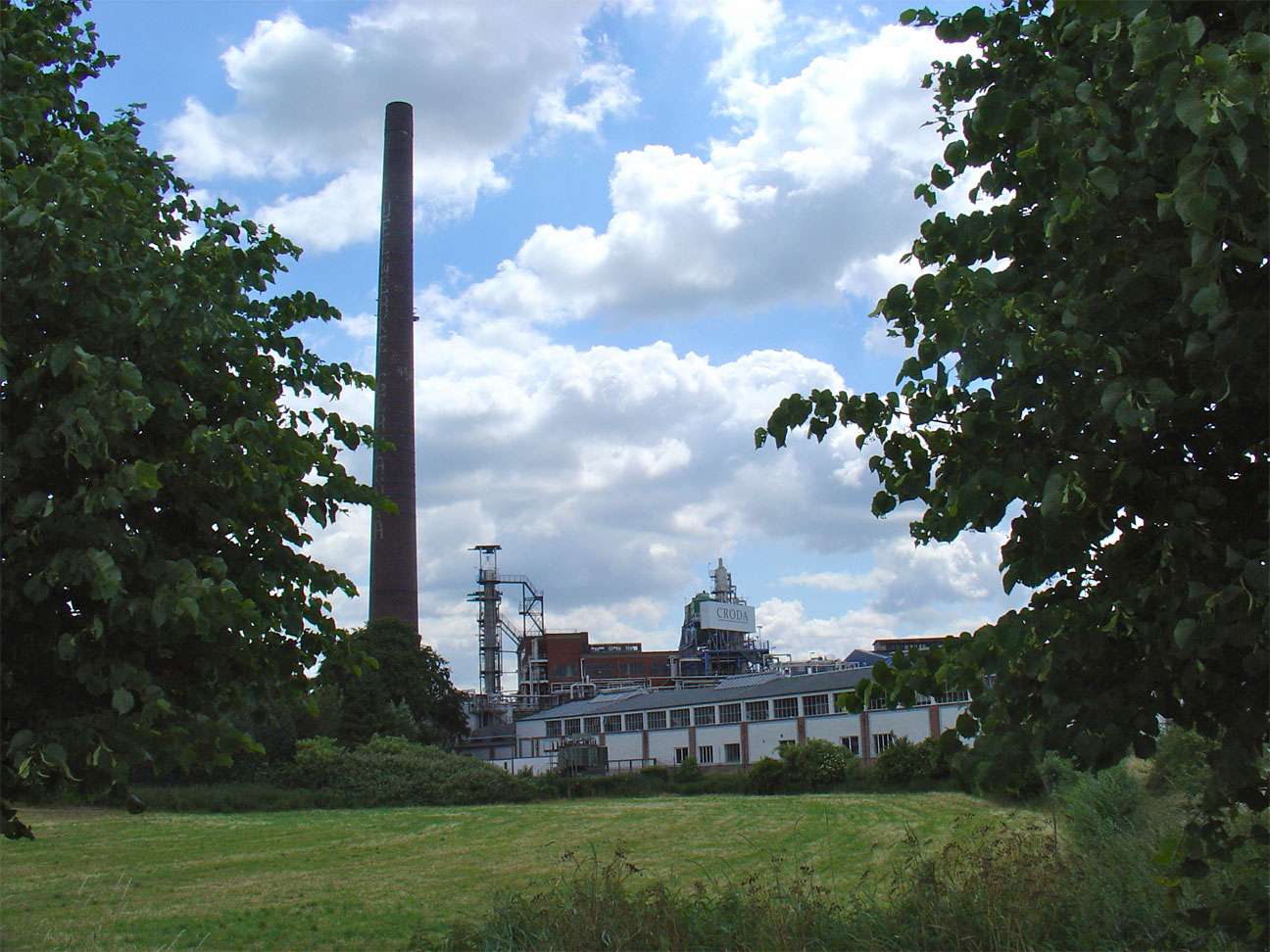
Crodafabriek
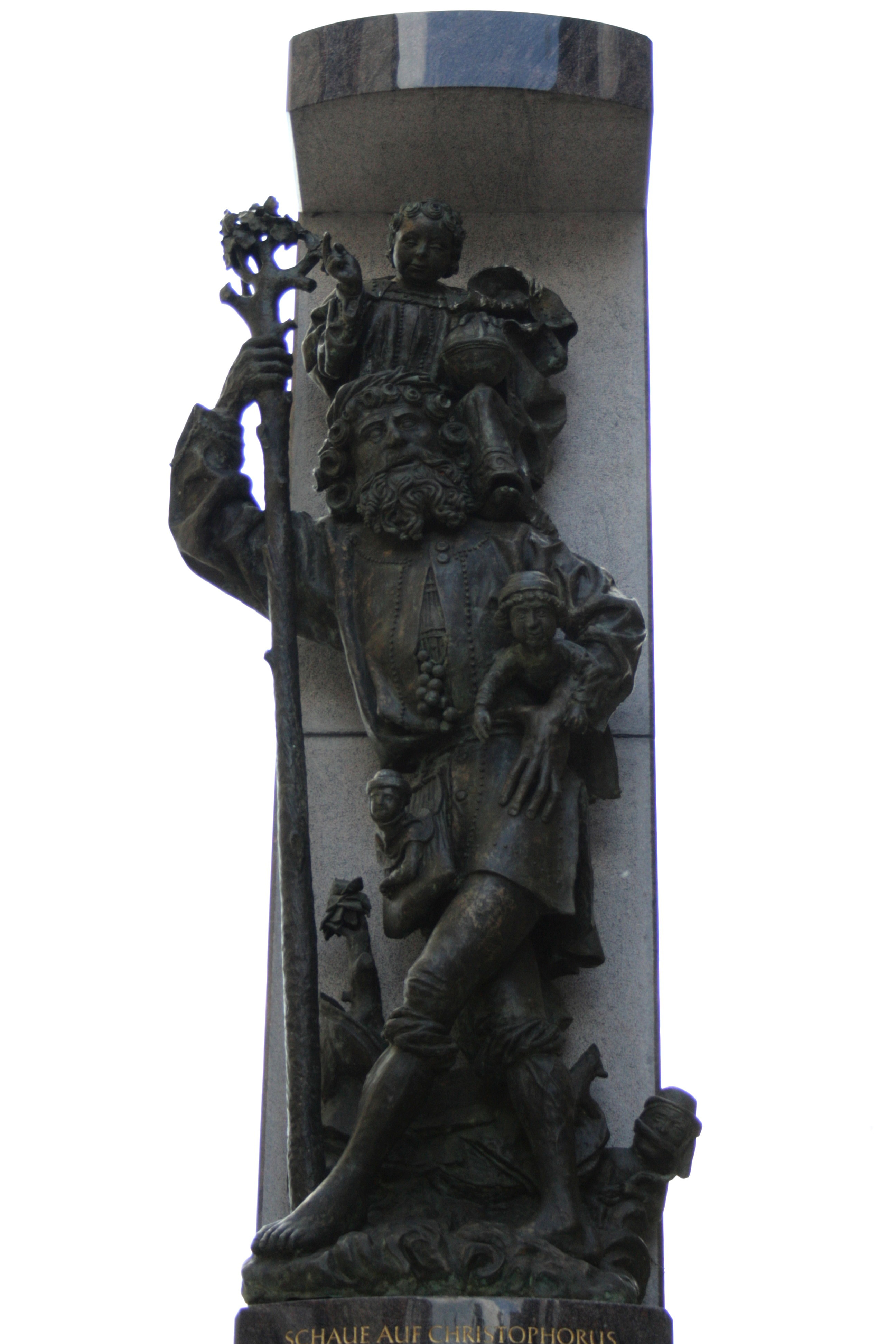
Christophorusstele van Patrick Beverloo